# Claes Bengtsson
Claes Håkan Bengtsson (* 12. Oktober 1959 in Sala) ist ein ehemaliger schwedischer Eisschnellläufer.

## Werdegang
Bengtsson, der für den IFK Sala startete, wurde im Jahr 1980 schwedischer Juniorenmeister im Kleinen Vierkampf und erreichte bei schwedischen Meisterschaften einmal den zweiten sowie zweimal den dritten Platz. International trat er erstmals in der Saison 1979/80 in Erscheinung. Dabei kam er bei den Juniorenweltmeisterschaften 1980 in Assen auf den neunten Platz im Kleinen Vierkampf und bei der Mehrkampfweltmeisterschaft 1980 in Heerenveen auf den 20. Rang im Großen Vierkampf. In den folgenden Jahren lief er bei der Mehrkampfeuropameisterschaft 1982 in Oslo auf den 17. Platz, bei der Mehrkampfweltmeisterschaft 1982 in Assen auf den 13. Rang und bei der Mehrkampfeuropameisterschaft 1983 in Den Haag auf den 28. Platz im Großen Vierkampf. In der Saison 1983/84 belegte er bei der Mehrkampfeuropameisterschaft 1984 in Larvik den 27. Platz und bei der Mehrkampfweltmeisterschaft 1984 in Göteborg den 19. Rang im Großen Vierkampf. Beim Saisonhöhepunkt, den Olympischen Winterspielen 1984 in Sarajevo, kam er auf den 18. Platz über 1500 m sowie jeweils auf den 16. Rang über 5000 m und 10.000 m. Bei der Mehrkampfweltmeisterschaft 1985 in Hamar errang er den 24. Platz im Großen Vierkampf. In der Saison 1985/86 nahm er am Eisschnelllauf-Weltcup teil. Dabei holte er in Trondheim sowie in Innsbruck
jeweils über 1500 m seine einzigen Weltcupsiege und erreichte damit den fünften Platz in der Gesamtwertung über 1500 m. Letztmals international startete er bei den Olympischen Winterspielen 1988 in Calgary. Dabei belegte er den 32. Platz über 500 m, den 21. Rang über 1000 m und den 13. Platz über 1500 m. Sein Bruder Per Bengtsson war ebenfalls als Eisschnellläufer aktiv.

## Erfolge

### Olympische Spiele
- 1984 Sarajevo: 16. Platz 5000 m, 16. Platz 10.000 m, 18. Platz 1500 m
- 1988 Calgary: 13. Platz 1500 m, 21. Platz 1000 m, 32. Platz 500 m

### Mehrkampf-Weltmeisterschaften
- 1980 Heerenveen: 20. Platz Großer Vierkampf
- 1982 Assen: 13. Platz Großer Vierkampf
- 1984 Göteborg: 19. Platz Großer Vierkampf
- 1985 Hamar: 24. Platz Großer Vierkampf

### Mehrkampf-Europameisterschaften
- 1982 Oslo: 17. Platz Großer Vierkampf
- 1983 Den Haag: 28. Platz Großer Vierkampf
- 1984 Larvik: 27. Platz Großer Vierkampf

### Weltcupsiege
| Nr. | Datum             | Ort       | Disziplin |
| --- | ----------------- | --------- | --------- |
| 1.  | 23. November 1985 | Trondheim | 1500 m    |
| 2.  | 8. Februar 1986   | Innsbruck | 1500 m    |

## Persönliche Bestleistungen
| Disziplin | Zeit         | Datum            | Ort        |
| --------- | ------------ | ---------------- | ---------- |
| 500 m     | 38,47 s      | 19. März 1987    | Heerenveen |
| 1000 m    | 1:15,07 min  | 13. Februar 1988 | Calgary    |
| 1500 m    | 1:55,16 min  | 13. Februar 1988 | Calgary    |
| 3000 m    | 4:07,28 min  | 19. März 1987    | Heerenveen |
| 5000 m    | 7:11,59 min  | 5. März 1983     | Inzell     |
| 10.000 m  | 14:58,38 min | 5. März 1983     | Inzell     |